# Sutura quirúrgica

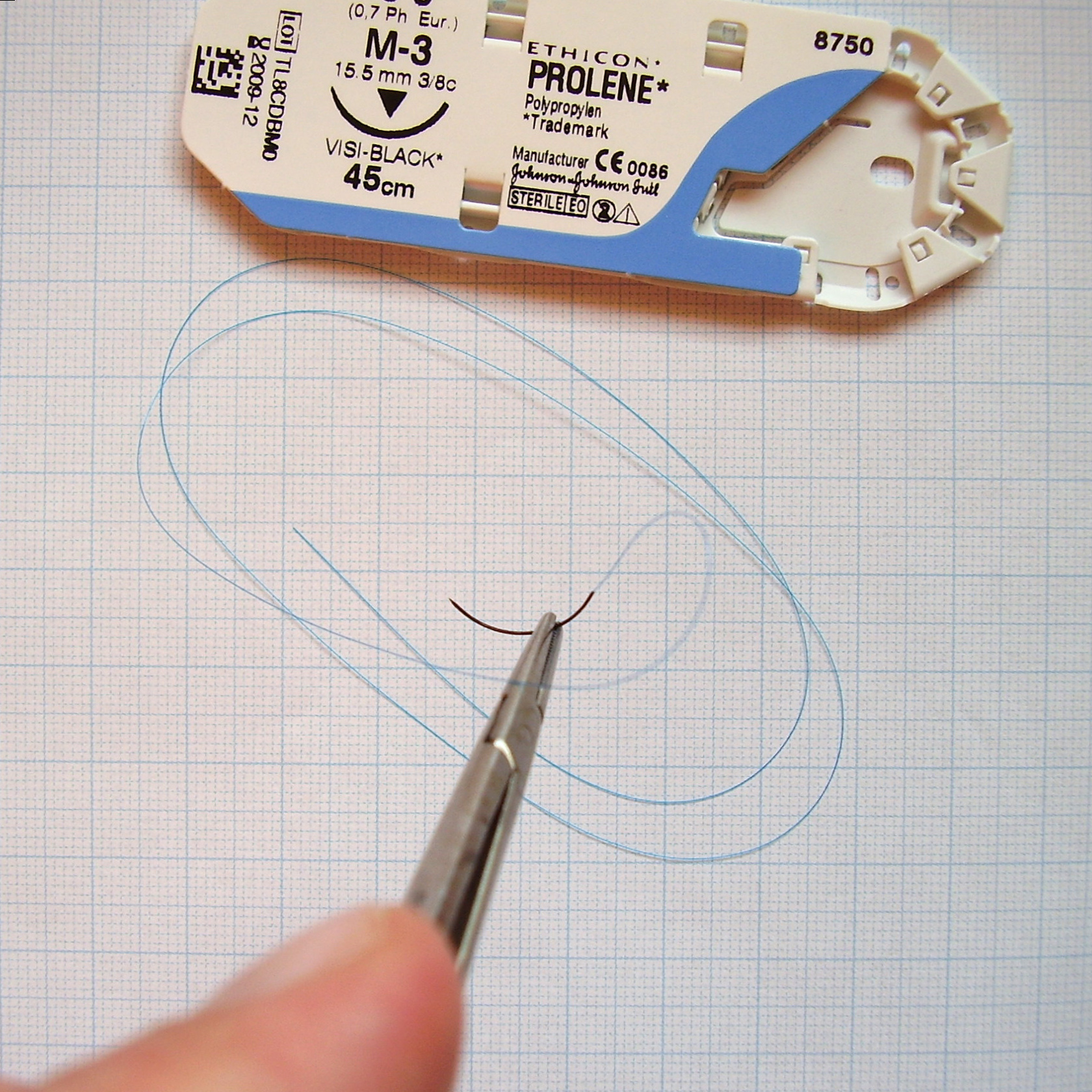
Fil de sutura atraumàtic fet a base de polipropilè, no reabsorbible.

La sutura quirúrgica és una tècnica utilitzada per a mantenir els teixits corporals units després d'una ferida o una incisió per cirurgia; ve a ser com la costura de la roba, cosida a banda i banda del tall. Els fils amb les seves agulles són els productes sanitaris que s'utilitzen per a la sutura, restant en la pell (o en teixits interns, com vasos sanguinis, vísceres, etc.) els punts de sutura i així els teixits puguin cicatritzar.
La sutura es fa sota anestèsia local (perquè no sigui dolorosa) i els punts han de ser eliminats més o menys una setmana després d'haver-los posats, en el cas de sutures no absorbibles. En les sutures dins del cos, on no es poden retirar, es fan servir punts que es dissolen després de passats un temps. Com a alternativa en ferides molt superficials, hi ha els punts de paper que són tires estèrils d'esparadrap d'una porositat determinada i reforçades amb filaments de polièster que s'enganxen a banda i banda de la ferida perquè no s'obri. Redueixen el risc de maceració dels marges de la lesió i la cicatriu resultant és mínima. Foren fabricades per primera vegada per l'empresa 3M (Minnesota Mining and Manufacturing Company) l'any 1962, amb el nom de Steri-Strip™.

## Evolució històrica
Al papir Edwin Smith (ca. 1600 aC, si bé es creu que és una còpia d'un papir molt més antic) es troben les primeres referències documentals sobre els procediments de sutura. El text no especifica el material emprat, però les troballes tèxtils a mòmies de l'antic Egipte indiquen que degué ser fil de lli. Galè fou famós per suturar els tendons dels gladiadors i a ell es deu la primera descripció de fils fets amb l'intestí d'herbívors. Avicena creà la sutura monofilament amb pèls d'animal. Al Leechbook of Bald, un llibre de medicina anglosaxó compilat entre finals del segle ix i principis del X, es mencionen les sutures amb seda, un material difícil d'obtenir a l'Europa d'aquell temps. A finals del segle xii, Ruggero Frugardi, metge de l'Escola Mèdica Salernitana, descrigué a la seva obra Practica Chirurgiae la forma de cosir eficaçment les ferides del cuir cabellut amb fils d'aquest material. El metge francès Gui de Chaulhac recomanava cosir els budells amb tiretes de cuir i no fer servir urpes d'aus o fragments d'insectes. Henri de Mondeville (ca. 1260-1316), metge de Felip IV de França i del seu fill Lluís X, va refusar la idea hipocràtica de la supuració benèfica i practicà la neteja i la sutura immediata de les ferides. Ambroise Paré descartà la cauterització en les amputacions, preconitzant la lligadura i sutura dels vasos.
Philip Syng Physick (1768-1837), professor de cirurgia de la Universitat de Pennsylvania, va experimentar el tancament de ferides amb peces adhesives de cuir. Joseph Lister fou el primer en impregnar els fils de sutura en una solució antisèptica d'àcid carbòlic per evitar la contaminació bacteriana de les ferides produïda pel seu ús i perfeccionà la utilització del catgut. A principis del segle XX les principals fàbriques de catgut eren alemanyes, gràcies a l'experiència obtinguda en la manipulació d'intestins ovins per les indústries de xarcuteria. L'any 1902, bacteriòlegs danesos van introduir la solució aquosa de iode per esterilitzar el material sanitari, mètode que perdurà quasi 50 anys més. Durant la Primera Guerra Mundial un farmacèutic escocès, George Merson, va idear una agulla sense ull amb el fil fixat en un extrem que facilitava molt els procediments de sutura quirúrgica. Als anys 60 es va generalitzar l'esterilització dels estris de sutura amb irradiacions de Cobalt-60.
Els pobles d'Àfrica Oriental lligaven els vasos sanguinis amb tendons d'animals i tancaven les ferides amb espines d'acàcia i tires de vegetals. Els indígenes del riu Amazones fan servir formigues a les quals fan mossegar la ferida mantenint-la tancada. Tot seguit se'ls arrenca el cos, de manera que quedi només el cap, que es manté amb la mandíbula tancada. L'ús de les mandíbules de grans formícids com a instruments de sutura es remunta al període vèdic (ca. 1000 aC) i fou una pràctica habitual entre les tribus de Somàlia almenys fins a finals del segle XX (documentada mèdicament per darrera vegada el 1984).

## Materials de sutura
El material de sutura ha de ser fort, perquè no es trenqui durant la costura, no ha de ser tòxic, i ha de ser hipoal·lergènic, per evitar reaccions adverses en l'organisme, i ha de ser flexible, perquè pugui ser lligat i nuat fàcilment. A més a més les sutures no han de permetre que els fluids penetrin en el cos a través d'elles des de l'exterior, cosa que podria fàcilment causar infeccions.
A la dècada de 1990 es varen desenvolupar els fils de sutura dentada per cirurgia plàstica, fets amb petites pues bidireccionals orientades en sentit oposat a la agulla que asseguren els marges de la incisió entrecreuant-se entre elles sense necessitat de nusos, evitant així el perill de necrosi isquèmica tissular per constrenyiment. Ara, aquestes sutures monofilament s'utilitzen també per unir estructures profundes a més de la pell i es fabriquen amb material absorbible o no absorbible i pues uni o bidireccionals. Acostumen a reduir el temps operatori general. Els problemes postoperatoris derivats del seu ús varien molt en funció de la modalitat de cirurgia practicada, encara que les de tipus bidireccional presenten un índex de complicacions menor. A mitjans de 2015, la firma Ethicon (Johnson & Johnson) va comercialitzar una nova línia de sutures dentades unidireccionals i d'absorció lenta (composta de polidioxanona), anomenada Stratafix Symmetric™, destinada sobretot al tancament de la paret abdominal i que inclús té la possibilitat de ser recoberta amb un producte antibacterià.
La sutura intel·ligent inclou materials amb memòria que ajunten i nuen de manera controlada i ajuden a facilitar la intervenció mèdica. Aquests poden ser biodegradables o no, tot i que els materials biodegradables són més còmodes, ja que eviten una segona intervenció per retirar el material quan el teixit ha curat.
Els materials per a sutura quirúrgica són de diversos tipus. Les sutures originals estan fetes de materials biològics, com ara el catgut (retirat a Europa i Japó, a causa de la preocupació que podria transmetre l'encefalopatia espongiforme bovina) i la seda (Mersilk™).
La majoria de materials de sutura moderns són substàncies sintètiques:
- Reabsorbibles (naturalment biodegradables en el cos): com l'àcid poliglicòlic (Dexon™, Safil™), la poliglactina 910 (Vicryl) i la polidioxanona (en anglès: polydioxanone suture o PDS).
- No reabsorbibles: poliamida o niló (Supramid) i el polipropilè (Prolene).

Actualment els punts de sutura són substituïts en alguns casos usant adhesius tissulars com fibrina que també s'usen com a segellants per tal de complementar la sutura convencional. Experimentalment, s'han dissenyat adhesius alternatius a la fibrina a partir d'un compost sintètic de poliuretà amb les mateixes propietats d'hemostàsia i de biodegradació. Els adhesius de cianoacrilat (que tenen propietats bacteriostàtiques) són utilitzats sovint en ferides superficials, a les mucoses o derivades de biòpsies excisionals.
Els materials per a sutura venen en mides molt específiques. Els fils tenen una nomenclatura estàndard numèrica USP (United States Pharmacopoeia) o EP (European Pharmacopoeia) corresponent al seu diàmetre en mil·límetres.
Les sutures han de ser prou fortes per sostenir els teixits de manera segura i resistir les forces de tensió i curvatura, però prou flexibles per poder fer els nusos. Tenen diferents aplicacions quirúrgiques segons siguin les seves característiques concretes. Algunes pràctiques operatòries necessiten unir el teixit amb sutures d'alta resistència a la tracció. És el cas de les esternotomies o de certes tècniques de reparació tendinosa, en les quals s'utilitzen fils d'acer inoxidable des de la dècada de 1930. Són fils de filament únic o múltiple, especialment tractats per minimitzar la corrosió. Generalment es toleren bé, encara que en alguns casos originen dolor diferit persistent o reaccions d'hipersensibilitat.
Una línia de recerca innovadora és l'obtenció de fils de sutura capaços de lliurar fàrmacs en els teixits propers. S'ha dissenyat un tipus de fil biodegradable que allibera bupivacaina (un anestèsic local), millorant així l'analgèsia perioperatòria. Les sutures convencionals de niló emprades en cirurgia oftàlmica poden facilitar potencialment el risc d'infecció bacteriana, sobretot si sobrevé una dehiscència o la ruptura del fil. Aquest fet comporta una profilaxi antibiòtica postoperatòria, en especial després de procediments quirúrgics a la còrnia, que no sempre és fàcil d'aplicar. Per aquest motiu, investigadors de la Universitat Johns Hopkins han desenvolupat in vitro un fil absorbible que impregna amb levofloxacina (una fluoroquinolona de tercera generació utilitzada per tractar infeccions oculars originades per un ampli ventall de bacteris) la zona intervinguda. Diverses varietats de fils ja comercialitats han estat recobertes amb triclosà (un agent antisèptic especialment actiu contra els bacteris Grampositius), sense que s'hagi observat cap detriment en les propietats particulars d'alguns tipus de fils de Vycril o PDS, mentre que en altres el mètode ocasiona una pèrdua de resistència. Les sutures amb triclosà s'utilitzen des de fa un temps en intervencions de COT i cirurgia colo-rectal, apreciant-se als estudis preliminars una reducció significativa en les infeccions del camp operatori.
Les ferides facials, particularment les d'origen traumàtic, requereixen agulles i fils de sutura d'un diàmetre molt petit pel tal d'evitar cicatrius poc estètiques a la pell. Una opció alternativa als materials d'ús ordinari és emprar com a fils els cabells del propi pacient amb l'ajut d'una agulla d'insulina. Aquesta tècnica de microsutura presenta algunes limitacions, però ha demostrat tenir unes bones qualitats mecàniques, un baix cost i no ser causa de reaccions cutànies indesitjables.
Des de punt de vista legal, segons el RD 1591/2009 i la normativa europea vigent, els materials de sutura es classifiquen dins de quatre grups:
• Classe I estèril: sutures adhesives cutànies.
• Classe IIa estèril: adhesius tissulars, grapadores cutànies.
• Classe IIb: sutures no absorbibles.
• Classe III: sutures absorbibles

### Taula comparativa de materials de sutura reabsorbible
| .                 | Catgut simple | Catgut cròmic | Àcid poliglicòlic | Polidioxanona |
| ----------------- | --- | --- | --- | --- |
| Descripció        | És una sutura absorbible feta de col·lagen. | Sutura absorbible a base de col·lagen. La precisió de l'enrotllat aconsegueix donar-li un caràcter de monofilament.[27] | Es tracta d'un multifilament trenat sintètic absorbible fet d'àcid poliglicòlic, i recobert amb N-laurina i L-lisina, que fan que el fil sigui extremadament llis, suau i tingui un nus segur.                                                    | Es tracta d'un material monofilamentós sintètic de sutura absorbible (poli p-dioxanona), preparat a partir del polièster. |
| Composició        | Feta torçant fibres de col·lagen biològic purificat recobert amb glicerol. | Feta enrotllant fibres de col·lagen biològic purificat recobert amb sals de crom. | Àcid poliglicòlic | Poliester i poli p-dioxanona. |
| Força tèxtil      | Retenció de força fins a 7 dies. | ? | ? | ? |
| Estructura        | Monofilament | Monofilament | Entrellaçat | Monofilament |
| Origen            | Serosa bovina. | Serosa bovina | Sintètic | Sintètic |
| Tractament        | El fil de catgut simple és tractat amb una solució que conté glicerol. | Tractat amb glicerol i sals cròmiques | Recobert d'esterat de magnesi | No és recoberta |
| Tipus d'absorció  | El catgut simple és absorbit per la degradació proteolítica enzimàtica amb una digestió completa als 90 dies. | A causa de la capa tractada amb sals cròmiques, ofereix aproximadament el doble de la retenció del catgut simple. Proteòlisi enzimàtica digerida en 70 dies, perd força als 18-21 dies. | Hidròlisi completa entre 60 i 90 dies. Fiable | Fins setmanes |
| Reacció tissular  | Moderada | moderada, més que la simple | ? | ? |
| Color fil         | Groga | Marró | Violeta i incolora | Violeta i incolora |
| Esterilització    | O. E. (gas) | O. E. (gas) | O. E. (gas) | O. E. (gas) |
| Avantatges        | Nus de molt alta resistència a la tracció, bona seguretat del nus a causa de l'excel·lent maneig del fil | Alta resistència a la tracció, bona seguretat del nus a causa de l'acabat de la seva superfície, millora en la suavitat a causa de la presentació en sec del fil, excel·lents característiques de maneig | Alta resistència a la tensió inicial, garantia d'eficàcia durant el període crític de la cicatrització de la ferida. Bon pas pels teixits, de fàcil maneig, excel·lent capacitat de nusos, nus segur                                              | Resistència a la tracció de retenció, garantia de mantenir la seva força |
| Indicacions       | Per a tots els procediments quirúrgics, especialment quan es tracta dels teixits que es regeneren amb més rapidesa. Tancament de ferides, oftalmologia, ortopèdia, obstetrícia/ginecologia i tracte gastrointestinal | Per a tots els procediments quirúrgics, sobretot per als teixits que es regeneren amb més rapidesa. | Subcutània, tancaments percutanis, cirurgia toràcica i abdominal | PDS és particularment útil quan es vol la combinació d'una sutura absorbible i ampli suport a la ferida, cirurgia cardiovascular, pediàtrica i oftàlmica |
| Contraindicacions | No recomanat per incisions que requereixen el manteniment dels teixits durant un període prolongat de temps. | No es recomana per a una incisió que requereix el manteniment dels teixits durant un període prolongat de temps. | Aquesta sutura absorbible no s'ha d'utilitzar quan cal una aproximació àmplia de teixits. | Aquest tipus de sutura absorbible no s'utilitzarà per a l'aproximació prolongada de teixits sotmesos a gran estrès i/o en combinació amb pròtesis |
| Precaucions       | S'han de prendre precaucions especials en pacients amb càncer, anèmia i malnutrició, ja que tendeixen a absorbir les sutures amb més rapidesa. Cirurgia cardiovascular, a causa de les contraccions cardíaques. S'absorbeix molt més ràpid quan s'utilitza a la boca i a la vagina, a causa de la presència de microorganismes. Eviteu l'ús a llarg termini necessària per a l'aproximació estesa de teixits. L'absorció és més ràpida en els teixits infectats | S'absorbeix molt més ràpid quan s'utilitza a la boca i a la vagina, a causa de la presència de microorganismes. Cirurgia cardiovascular, a causa de les contraccions cardíaques. Haurien de prendre's precaucions especials en pacients amb càncer, anèmia i malnutrició, ja que tendeixen a absorbir aquesta sutura més ràpidament. | S'han de prendre precaucions especials en pacients ancians i pacients amb historial d'anèmia i malnutrició. Igual que amb qualsevol material de sutura, una adequada seguretat requereix que el nus sigui fet amb la tècnica quirúrgica correcta. | Els nusos de sutura amb PDS han d'estar degudament situats per evitar estrips. A conjuntiva, vagina i altres mucoses en les que romanguin per llargs períodes poden originar una irritació local. A la zona subcuticular s'han d'ubicar el més profundament possible per reduir al mínim l'eritema i induració que normalment s'associen amb l'absorció. |

## Sutura quirúrgica de seda

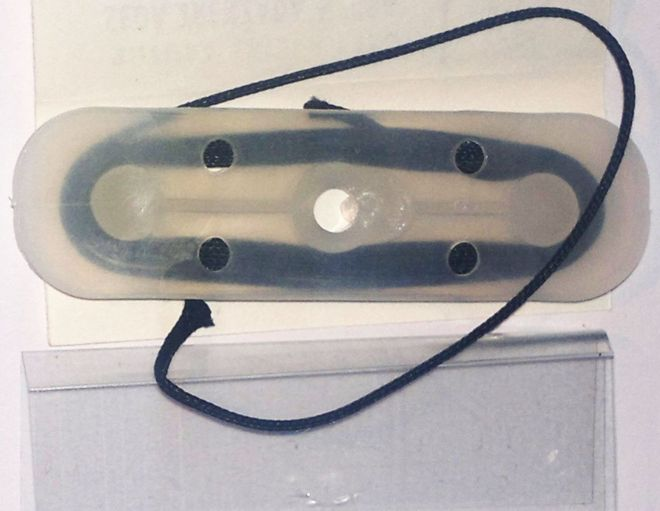
Fil de seda negra trenada del nº 3 fora del seu estoig estèril

La sutura quirúrgica de seda o seda negra trenada és un material multifilament trenat, de naturalesa proteica, obtingut a partir de les fibres del capoll de cucs de seda que han estat convenientment tractades per tal de purificar i desengomar-les.
La seda trenada està impregnada de cera d'abella per tal d'omplir els buits entre les diferents fibres i reduir al mínim la seva capil·laritat.
La seva principal característica és la seva elevada flexibilitat el que li confereix una manejabilitat i facilitat de represa molt superior a qualsevol material de sutura. Igualment, la seva elevada resistència tensil fa que la seda sigui el material de sutura utilitzat majoritàriament en tot tipus d'intervencions. Si bé la seda es considera com un material no absorbible per la seva naturalesa proteica, pateix en l'organisme un lent procés de reabsorció. Estudis "in vivo" han demostrat que la seda ha estat reabsorbida totalment al cap de dos anys. Es comporta per tant com a material reabsorbible a llarg termini. Es presenta en colors negre, blau o blanc el que permet una fàcil visibilitat en el camp quirúrgic.
La impregnació dels fils de sutura de seda amb 4-hexilresorcinol (un antisèptic) accelera la seva biodegradació i disminueix el risc d'infeccions.